# Blackbox Life Recorder 21f / In a Room7 F760
Blackbox Life Recorder 21f / In a Room7 F760 - мини-альбом британского электронного музыканта Aphex Twin, выпущенный на лейбле Warp Records 28 июля 2023 года. К выходу мини-альбома ,Ричард выпустил сингл  Blackbox Life Recorder 21f.

## Фон
Впервые EP был анонсирован во время выступления Aphex Twin на Sonar 2023, а также на плакатах с QR-кодами, разбросанных по всему Лос-Анджелесу 20 июня 2023 года, которые при сканировании перенаправляли фанатов в приложение YXBoZXh0d2lu, которое воспроизводило музыку Aphex Twin поверх визуальных эффектов.  EP был анонсирован одновременно с выпуском сингла « Blackbox Life Recorder 21f » 21 июня 2023 года

## Критический приём
Blackbox Life Recorder 21f / In a Room7 F760 получил 77 баллов из 100 на сайте Metacritic на основе шести обзоров.Пол Симпсон из AllMusic оценил альбом на 3,5 балла из 5, заметив, что «хотя на Collapse казалось, что ветеран-музыкант продвигает свое звучание вперед , здесь он, по сути, находится в своей зоне комфорта», и EP «не меняет правила игры, но в нем достаточно узнаваемой индивидуальности Aphex Twin, чтобы быть стоящим»
Филип Шерберн из Pitchfork оцени альбом на 7,4 из 10 баллов, заявилв, что EP «может показаться относительно скромным», но описал его треки как «большие, кровоподтеки и ударные» и обнаружил, что они разделяют «некое непостижимое настроение»
Дэрил Китинг из Exclaim! , оценивший альбом на 8 из 10 баллов,назвал его «сплошным вольфрамом на всем протяжении»,и что он «звучит просто фантастически». Китинг охарактеризовал «Blackbox Life Recorder 21f» как «абсолютный мастер-класс по ударным», а остальные три трека — как «чистый странный IDM »

## Трек
| №                   | Название                                   | Длительность |
| ------------------- | ------------------------------------------ | ------------ |
| 1.                  | «Blackbox Life Recorder 21f»               | 4:26         |
| 2.                  | «Zin2 Test5»                               | 2:39         |
| 3.                  | «In a Room7 F760»                          | 3:53         |
| 4.                  | «Blackbox Life Recorder 22 (Parallax mix)» | 3:32         |
| Общая длительность: | Общая длительность:                        | 14:30        |

| №                   | Название                                             | Длительность |
| ------------------- | ---------------------------------------------------- | ------------ |
| 5.                  | «Blackbox Life Recorder 21f 760 omc»                 | 4:31         |
| 6.                  | «Zin2 Test5 omc ma2»                                 | 2:39         |
| 7.                  | «In a Room7 F760 omc s»                              | 3:50         |
| 8.                  | «Blackbox Life Recorder 22 Parallax mix 760 omc ma2» | 3:33         |
| 9.                  | «M12 6 omc zeq»                                      | 5:59         |
| Общая длительность: | Общая длительность:                                  | 35:02        |

| №                   | Название                                         | Длительность |
| ------------------- | ------------------------------------------------ | ------------ |
| 10.                 | «Blackbox Life Recorder 20 [Ambient 760]»        | 6:04         |
| 11.                 | «Blackbox Life Recorder 21 [drumreesapella 760]» | 4:23         |
| Общая длительность: | Общая длительность:                              | 45:29        |